# بوید گینس
بوید گینس (انگلیسی: Boyd Gaines؛ زادهٔ ۱۱ مهٔ ۱۹۵۳) یک بازیگر سینما، هنرپیشه، و صدا پیشه اهل ایالات متحده آمریکا است.
او در فیلم حتما و اعتراف بازی کرده‌است.